# Seča
Seča (italien : Sezza) est une localité située sur la riviera slovène. Elle appartient à la municipalité de Piran.
Sa population était de 1 249 hab en 2020.